# Gastrodia elata
Gastrodia elata är en orkidéart som beskrevs av Carl Ludwig von Blume. Gastrodia elata ingår i släktet Gastrodia och familjen orkidéer. IUCN kategoriserar arten globalt som sårbar. Inga underarter finns listade i Catalogue of Life.

## Bildgalleri

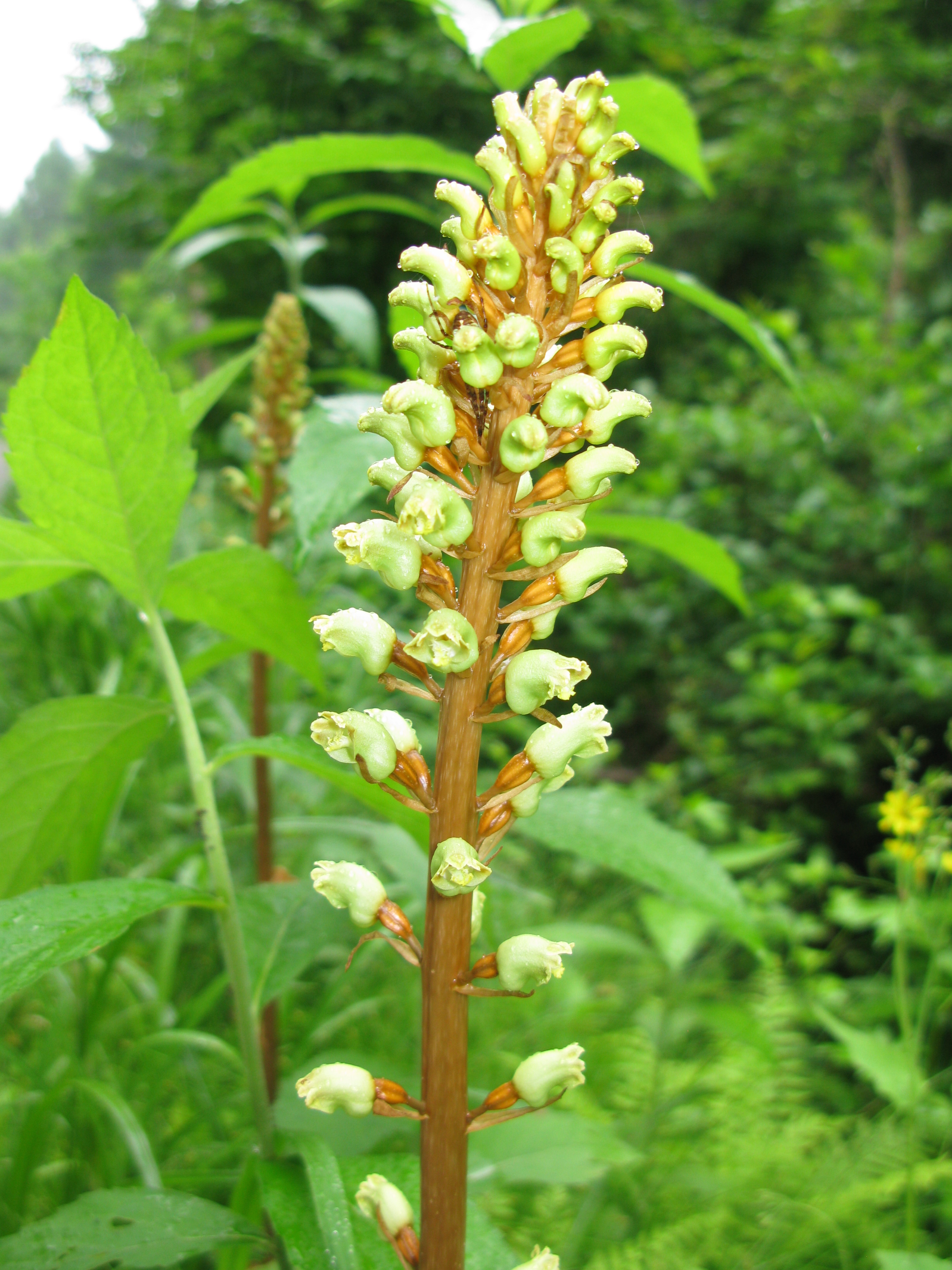
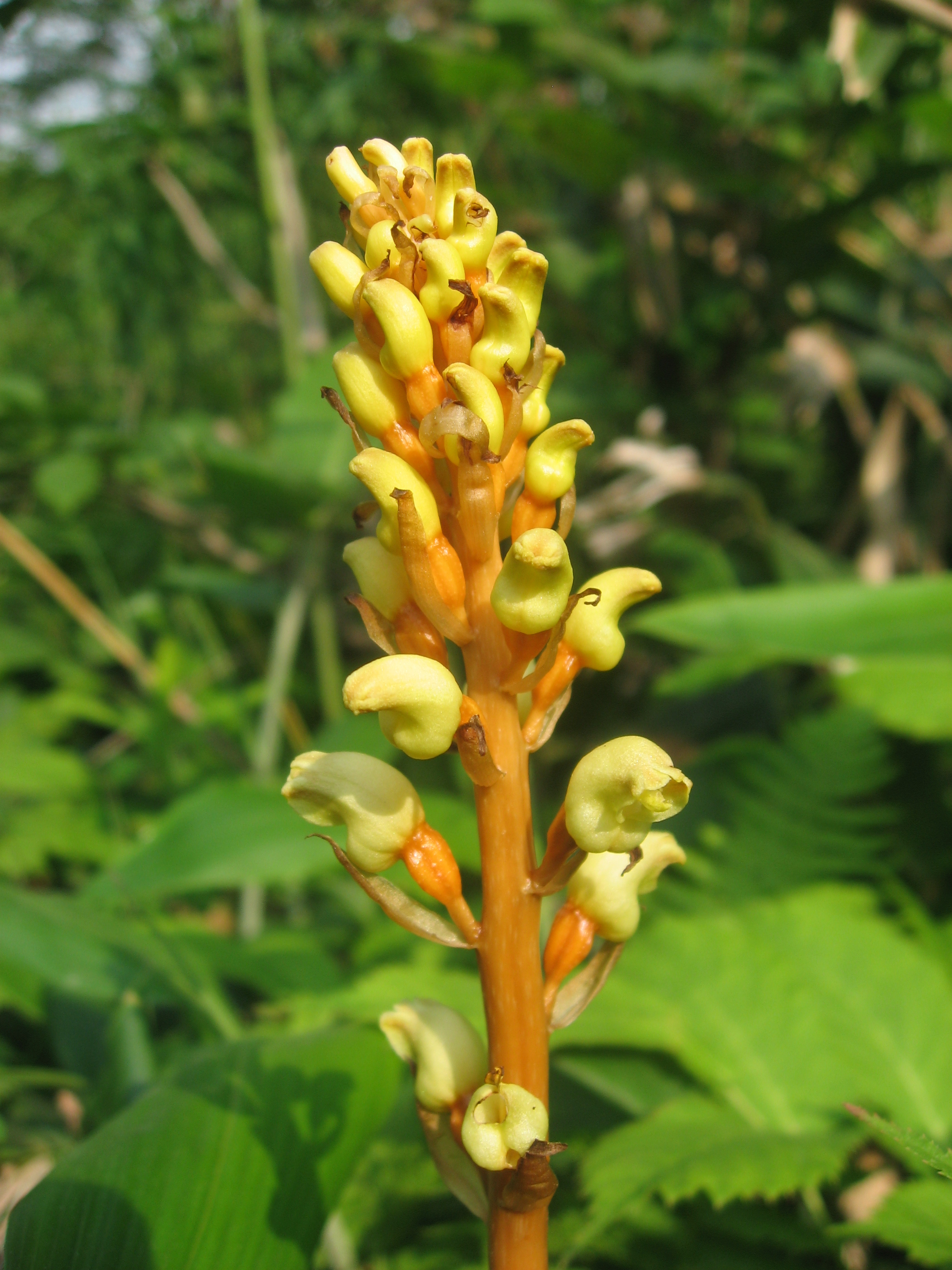
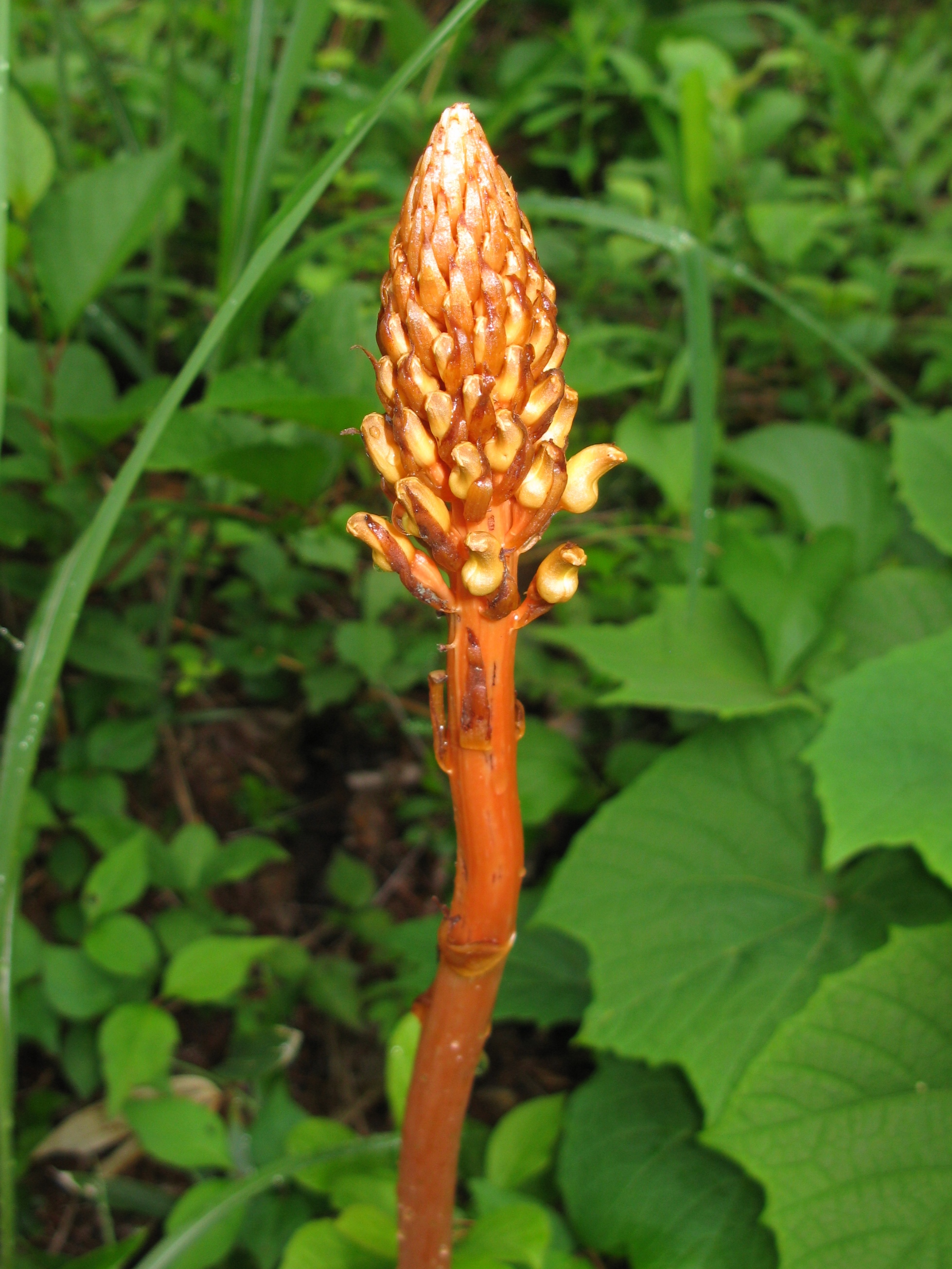
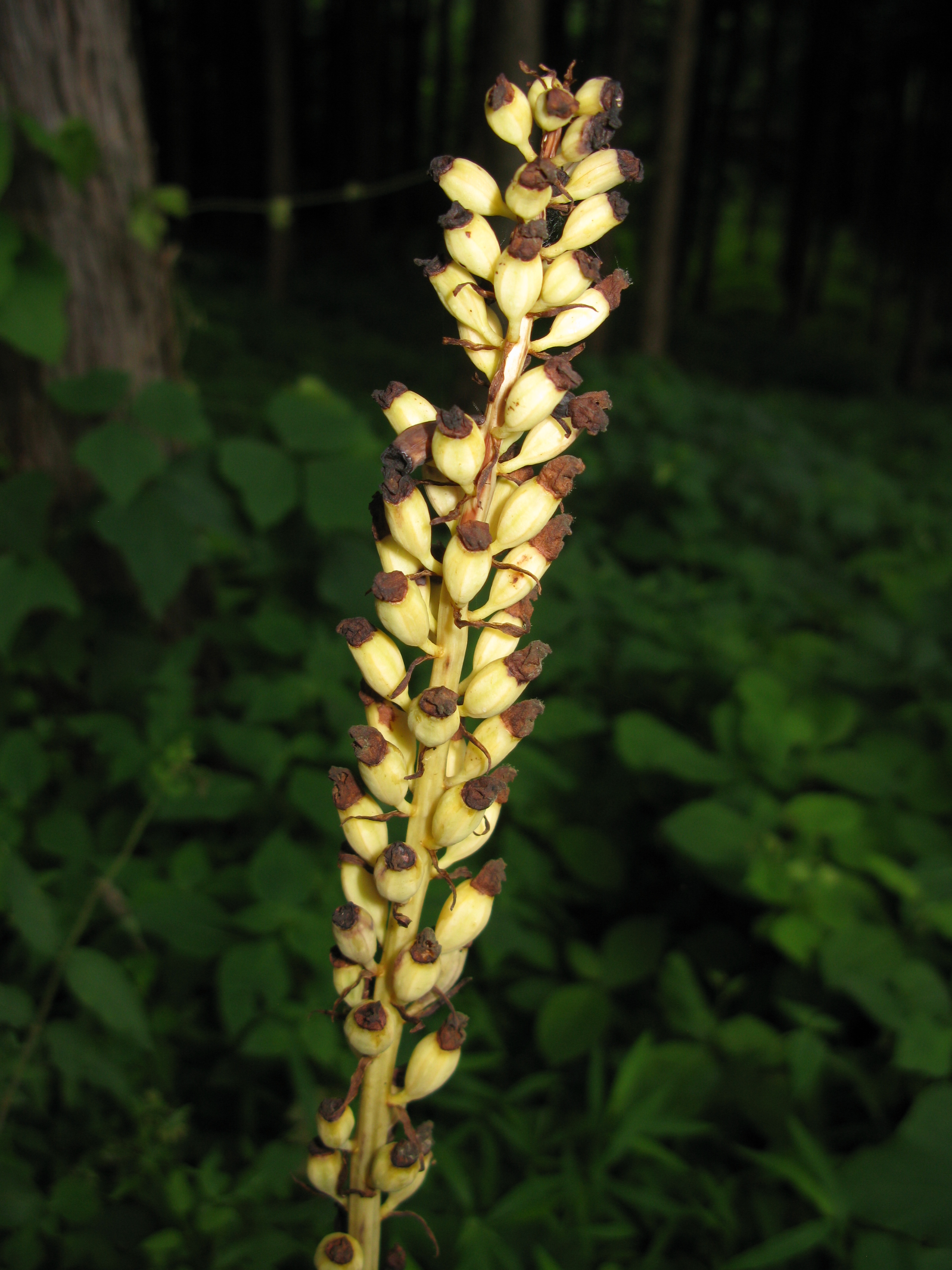
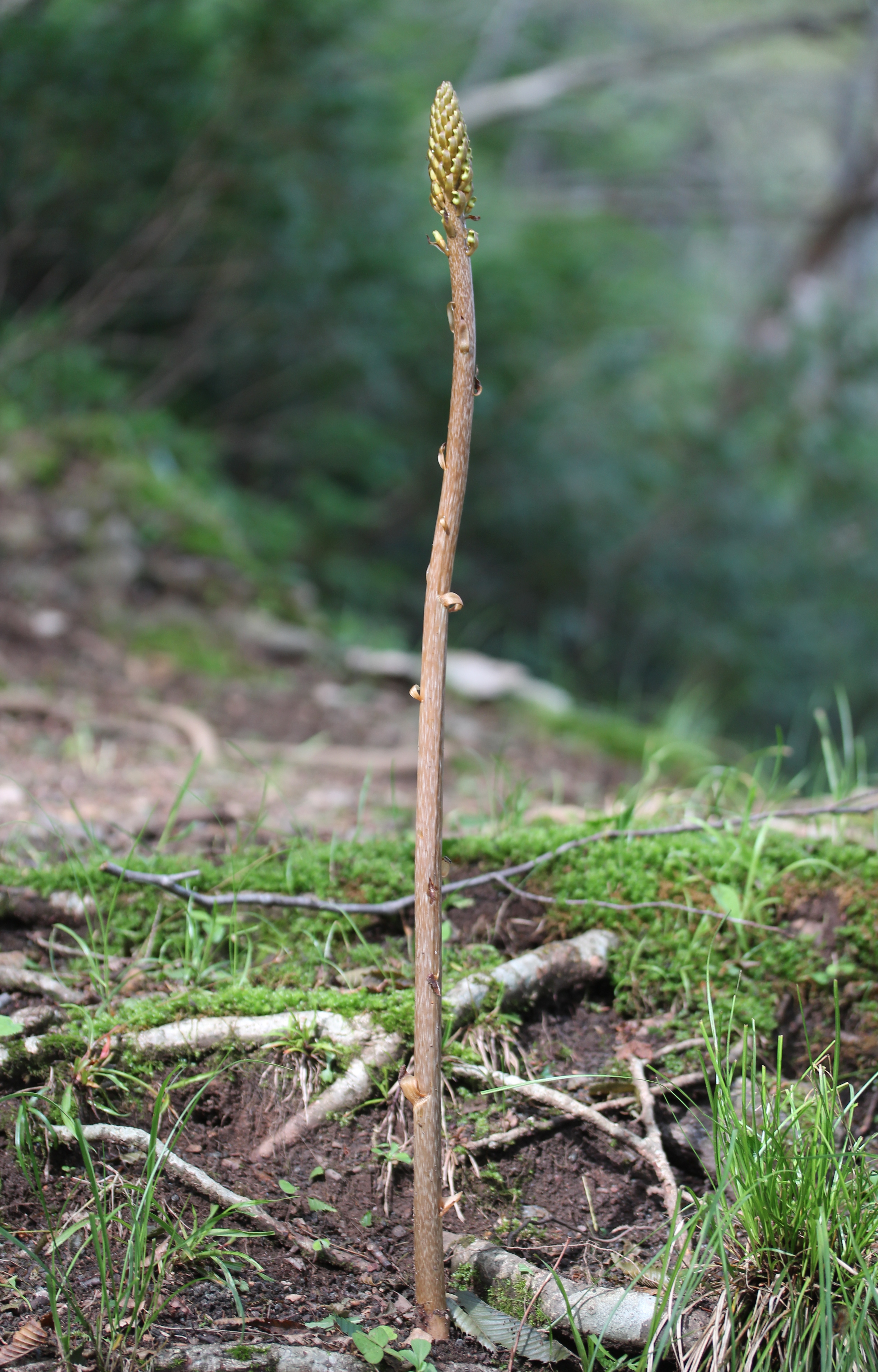
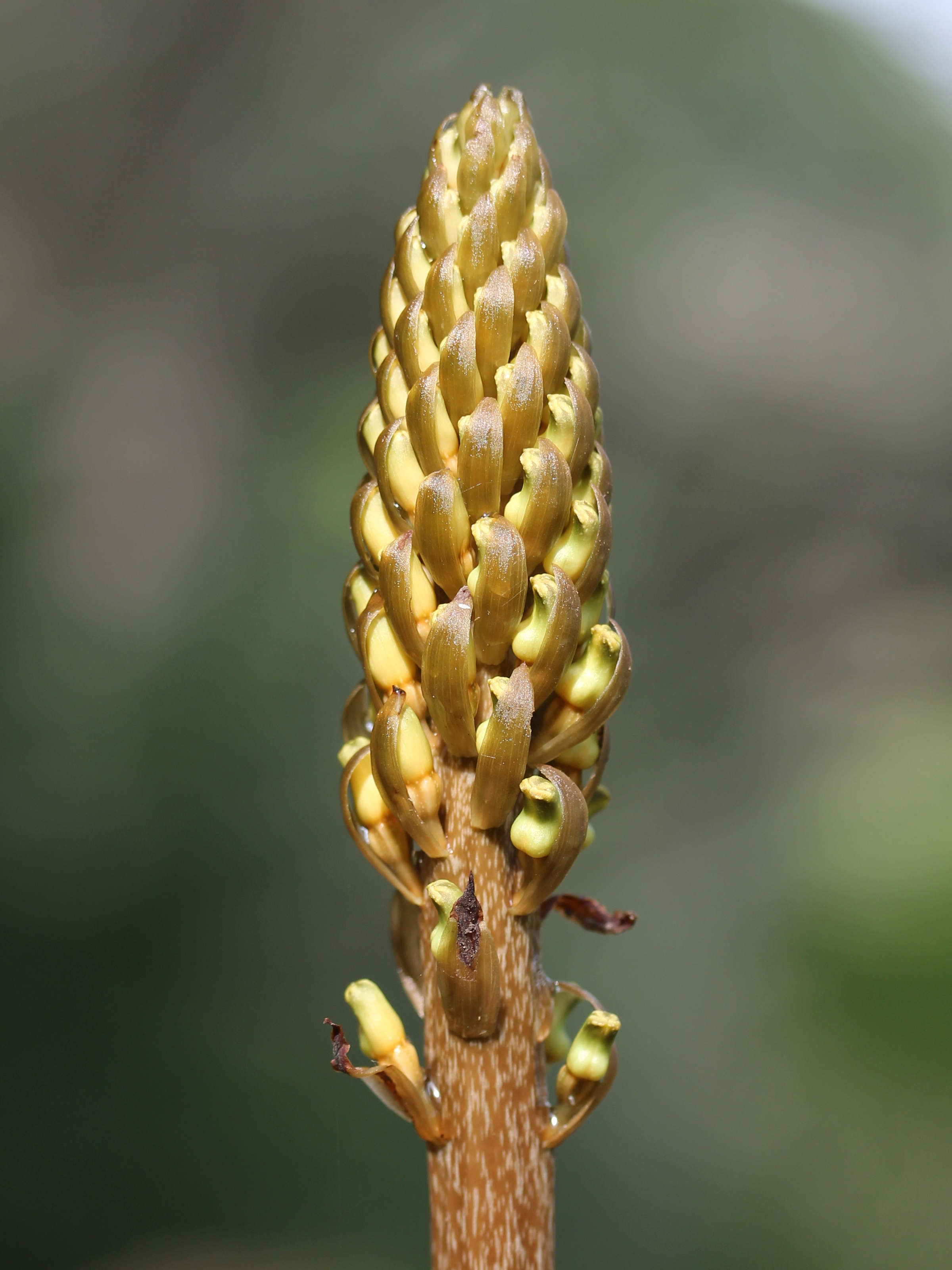